# Onitis bredoi
Onitis bredoi är en skalbaggsart som beskrevs av Emile Janssens 1949. Onitis bredoi ingår i släktet Onitis och familjen bladhorningar. Inga underarter finns listade i Catalogue of Life.